# Feel.
有限會社feel.（日語：有限会社フィール）是以日本動畫的企劃、制作為主要營業項目的企業。

## 概要
Feel.是一家以執行動畫的企畫和製作為主要事業內容的日本動畫製作工作室。由Studio Pierrot（今：Pierrot）的製作人瀧ヶ崎誠和上坂陽一郎等人，於2002年12月在東京都武藏野市正式創立。
2003年初，由名和宗則等製作人員統包演出、作畫監督和上色之業務製作的首部電視動畫《初音島》。
2005年開始以統包方式製作《人機系列》。之後主要以統包動畫公司GANSIS的動畫作品之事業為中心。2007年左右搬遷至東京都小金井市至今。

## 作品履歷

### 電視動畫

#### 獨立製作
2000年代
- 初音島系列（D.C. ～ダ・カーポ～）
  - 初音島 第二季（D.C.S.S. 〜ダ・カーポ セカンドシーズン〜）（2005年）
  - 初音島II（D.C.II 〜ダ・カーポII〜）（2007年）
  - 初音島II 第二季（D.C.S.S. 〜ダ・カーポ セカンドシーズン〜）（2008年）
- JINKI:EXTEND（2005年）
- 少女愛上大姐姐（乙女はお姉さまに恋してる）（2006年）
- 藍蘭島漂流記（ながされて藍蘭島）（2007年）
- 加奈日記（かなめも）（2009年）

2010年代
- Kiss×sis 親吻姊姊（2010年）
- 緣之空（ヨスガノソラ）（2010年）
- 迷茫管家与膽怯的我（まよチキ!）（2011年）
- 要聽爸爸的話！（パパのいうことを聞きなさい!）（2012年）
- 美少女死神 還我H之魂！（だから僕は、Hができない。）（2012年）
- 南家三姊妹 我回來了（みなみけ ただいま）（2013年）
- 萌萌侵略者 OUTBREAK COMPANY（アウトブレイク・カンパニー 萌える侵略者）（2013年）
- 普通女高中生要做當地偶像（普通の女子校生が【ろこどる】やってみた。）（2014年）
- 人生諮詢電視動畫「人生」（人生相談テレビアニメーション「人生」）（2014年）
- 尋找失去的未來（失われた未来を求めて）（2014年）
- 果然我的青春戀愛喜劇搞錯了。續（やはり俺の青春ラブコメはまちがっている。続）（2015年）
- 洲崎西 THE ANIMATION（2015年）

| 年份   | 中文名稱                       | 日文名稱          | 播出時間           | 導演       | 原作類別 | 備註            |
| ------ | ------------------------------ | ----------------- | ------------------ | ---------- | -------- | --------------- |
| 2016年 | 粗點心戰爭                     |                   | 1月7日－3月31日    | 高柳滋仁   | 漫畫     |                 |
| 2016年 | 百無禁忌！女高中生私房話       |                   | 1月8日－3月25日    | 藤崎賢二   | 漫畫     |                 |
| 2016年 | 這個美術社大有問題！           |                   | 7月7日－9月22日    | 及川啟     | 漫畫     |                 |
| 2017年 | 月色真美                       |                   | 4月6日－6月29日    | 岸誠二     | 原創     |                 |
| 2018年 | 極道超女                       |                   | 4月6日－6月22日    | 及川啟     | 漫畫     |                 |
| 2018年 | ISLAND                         | ISLAND            | 7月1日－9月16日    | 川口敬一郎 | 遊戲     |                 |
| 2019年 | YU-NO 在這世界盡頭詠唱愛的少女 |                   | 4月2日－10月1日    | 平川哲生   | 遊戲     |                 |
| 2020年 | 果然我的青春戀愛喜劇搞錯了。完 |                   | 7月9日－9月24日    | 及川啓     | 小說     |                 |
| 2020年 | 滿溢的水果塔                   |                   | 10月12日－12月28日 | 川口敬一郎 | 漫畫     |                 |
| 2021年 | 我們的重製人生                 |                   | 7月3日－9月25日    | 小林智樹   | 小說     |                 |
| 2022年 | 組長女兒與保姆                 |                   | 7月7日－9月22日    | 川崎逸朗   | 漫畫     | 與GAINA共同製作 |
| 2023年 | 間諜教室                       |                   | 1月5日－3月30日    | 川口敬一郎 | 小說     | 第1季           |
| 2023年 | 間諜教室                       | 7月13日－ 9月28日 | 第2季              | 川口敬一郎 | 小說     |                 |
| 2025年 | Summer Pockets                 | Summer Pockets    | 4月－              | 小林智樹   | 遊戲     | 連續播出兩季度  |
| 2025年 | 彈珠汽水瓶裡的千歲同學         |                   | 10月－             | 德野雄士   | 小說     |                 |
| 2025年 | 不擅吸血的吸血鬼               |                   | 待公布             | 山井紗也香 | 漫畫     |                 |

#### 共同製作
- 雙戀 Alternative（フタコイ オルタナティブ）（與ufotable、studio FLAG（日语：スタジオフラッグ）共同製作，2005年）
- 屍姬系列（與GAINAX共同製作）
  - 屍姫 赫（2008年）
  - 屍姫 玄（2009年）
- FORTUNE ARTERIAL -赤之約束-（FORTUNE ARTERIAL 赤い約束）（與ZEXCS共同製作，2010年）
- 血型小將ABO系列（血液型くん!）
  - 第1季（與Assez Finaund Fabric.共同製作，2013年）
  - 第2季（與Assez Finaund Fabric.共同製作，2015年）
  - 第3季（與ZEXCS共同製作，2015年）
  - 第4季（與ZEXCS共同製作，2016年）
- 比基尼戰士（ビキニ・ウォリアーズ）（與P.R.A共同製作，2015年）
- 枕男子（與Assez Finaund Fabric.共同製作，2015年）

### OVA
- 拘束衣（ストレイト・ジャケット）（2007年）
- Kiss×sis 親親姊姊（2008年－2015年）
- 南家三姐妹 久候多時（みなみけ おまたせ）（2012年）
- 南家三姐妹 夏日假期（みなみけ 夏やすみ）（2013年）
- 水母食堂（2016年）
- 果然我的青春戀愛喜劇搞錯了。續（2016年）
- 果然我的青春戀愛喜劇搞錯了。完（2023年）

### 網路動畫
- 擴張少女系三重奏（拡張少女系トライナリー）（2016年）

### 協力製作

#### 電視動畫
- 奇鋼仙女樓蘭（日语：奇鋼仙女ロウラン）（總承包商：ZEXCS，各話協力製作，2003年）
- 初音島（D.C. 〜ダ・カーポ〜）（總承包商：ZEXCS，協力製作，2003年）
- Canvas2～茜色的調色盤～（Canvas2 〜虹色のスケッチ〜）（總承包商：ZEXCS，各話協力製作，2005年－2006年）
- 校園迷糊大王 二學期（スクールランブル／School Rumble 二学期）（總承包商：STUDIO COMET，2006年）
- 魔法老師！？（ネギま!?）（總承包商：SHAFT，協力製作，2007年）
- 七色★星露（ななついろ★ドロップス）（總承包商：stbarcelona，各話協力製作，2007年）
- 乃木坂春香的秘密Purezza♪（乃木坂春香の秘密 ぴゅあれっつぁ♪）（總承包商：diomedéa，各話協力製作，2009年）
- 鶺鴒女神〜Pure Engagement〜（セキレイ〜Pure Engagement〜）（總承包商：Seven Arcs，各話協力製作，2010年）
- 惡之華（惡の華）（總承包商：ZEXCS，各話協力製作，2013年）
- 美食獵人×ONE PIECE×七龍珠Z 超夢幻合作特別篇！！（トリコ×ワンピース×ドラゴンボールZ超コラボスペシャル）（總承包商：東映動畫，原畫，2013年）
- Lady 寶石寵物（レディ ジュエルペット）
- 進化果實～不知不覺踏上勝利的人生～（進化の実〜知らないうちに勝ち組人生〜）（總承包商：HOTLINE，與Children's Playground Entertainment共同協力製作，2021年）

#### 電影動畫
- 福音戰士新劇場版：破（ヱヴァンゲリヲン新劇場版:破）（總承包商：Studio Khara，動畫，2009年）
- 劇場版 魔法老師！ ANIME FINAL（劇場版 魔法先生ネギま! ANIME FINAL）（總承包商：Studio Pastoral（日语：スタジオパストラル）、SHAFT，作畫協力，2011年）

## 外部連結
- 官方网站 （日語）
- feel.的X（前Twitter）（日語）